# Центральное имперское бюро по борьбе с гомосексуальностью и абортами

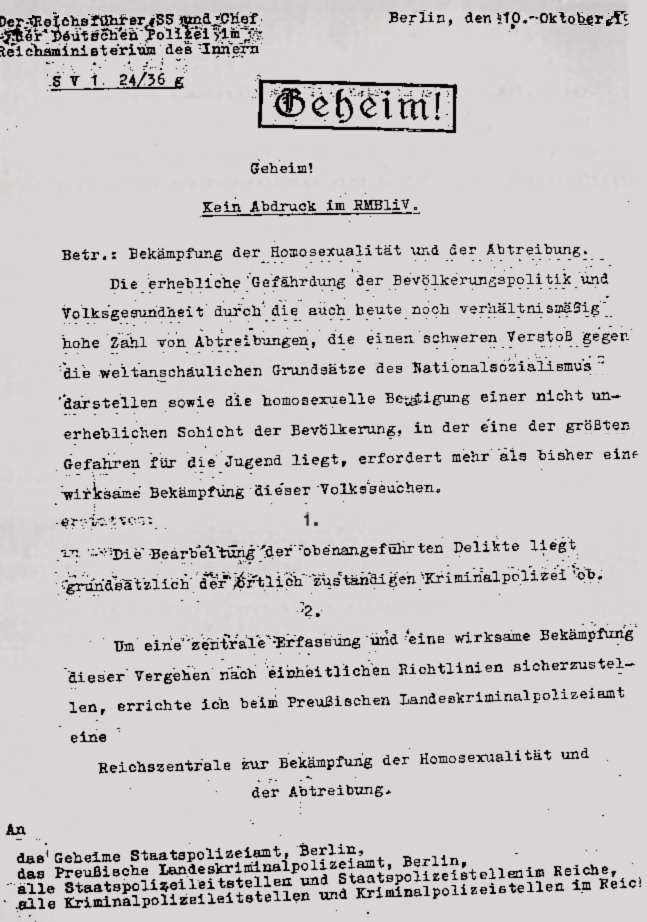
Секретный указ Гиммлера о создании Бюро

Центральное имперское бюро по борьбе с гомосексуальностью и абортами (нем. Reichszentrale zur Bekämpfung der Homosexualität und der Abtreibung) — учреждение нацистской Германии.
Создано 10 октября 1936 года специальным указом рейхсфюрера СС Генриха Гиммлера в ходе реорганизации криминальной полиции. Указ не был опубликован в газете имперского министерства внутренних дел (RMBliV), но был разослан во все полицейские участки. Создание Бюро ознаменовало новую волну преследования гомосексуалистов в нацистской Германии после относительного «затишья» в период летних Олимпийских игр 1936 года. Основной задачей Бюро был сбор данных о гомосексуалистах.
Централизованная база данных гомосексуалистов позволяла Бюро координировать их преследования и наказания. Для этого в распоряжении Бюро были специальные мобильные отряды, которые имели полномочия вплоть до расстрела. К 1940 году Бюро располагало данными о 41 000 гомосексуалистов, как подозреваемых, так и уже осуждённых.
С 1936 по 1938 год Бюро руководил функционер СС Йозеф Мейзингер, который также был главой специального отдела борьбе с гомосексуализмом и абортами в гестапо, затем Бюро возглавил криминолог Эрих Якоб. В июле 1943 года Якоб стал директором по криминологии и работал совместно с психиатром и неврологом Карлом-Хайнцем Роденбергом, который стал научным руководителем Бюро и возглавлял группу из 17 сотрудников. Архив Бюро, который, по некоторым данным, насчитывал около 100 000 записей, по всей вероятности, был уничтожен в последние дни войны.
В ходе кампании против католической церкви с подачи Бюро многие католические священники были арестованы по необоснованным обвинениям в гомосексуализме и половым извращениям.